# Regina (groep)

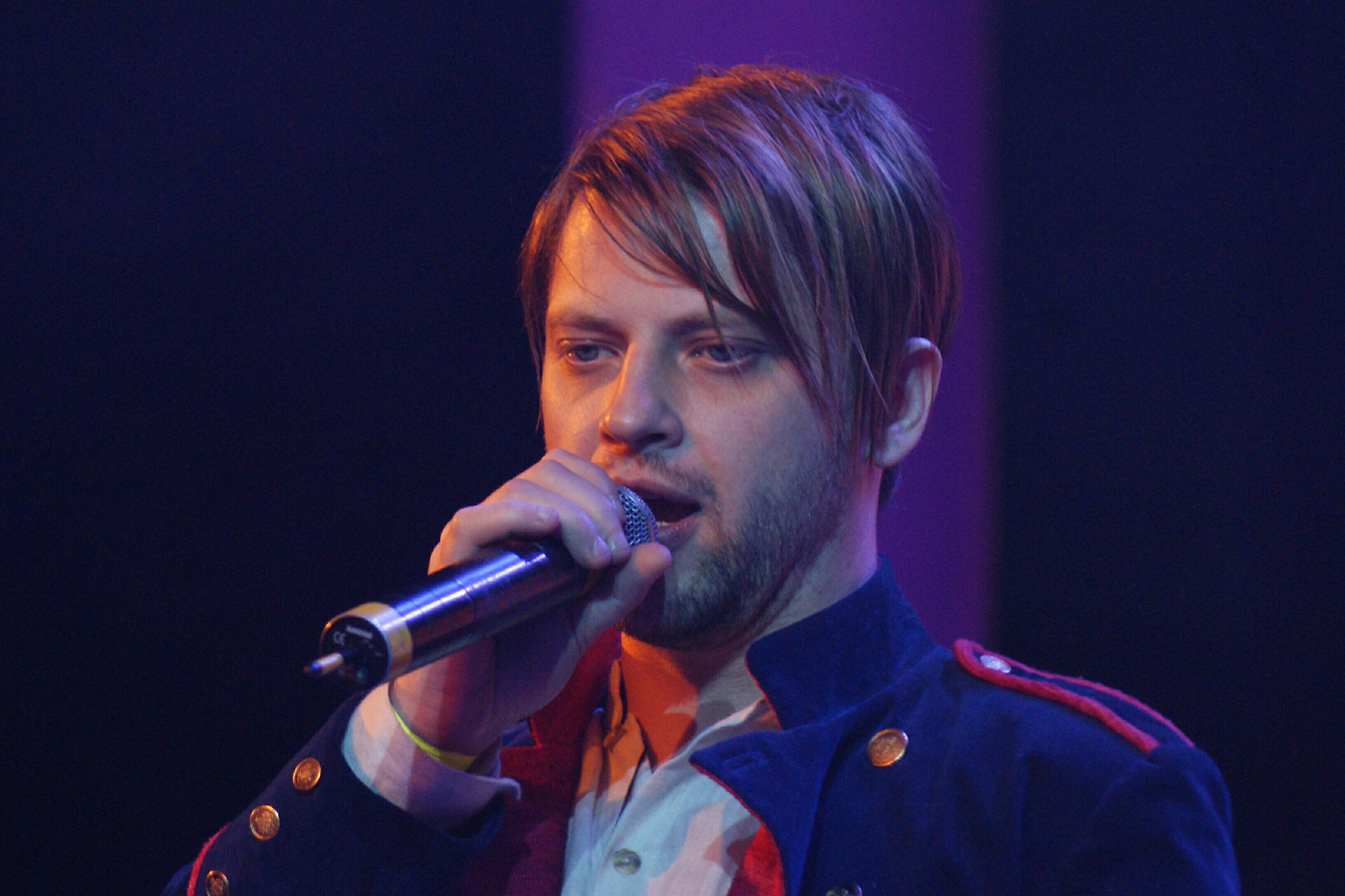
Davor Ebner 2009

Regina is een Bosnische band die in de Westerse wereld vooral bekend is doordat ze Bosnië en Herzegovina in 2009 vertegenwoordigden op het Eurovisiesongfestival.

## Biografie
De groep werd gevormd in Sarajevo door Aleksandar, Bojan en Denis. Ze hadden eerst moeite met het vinden van een goede zanger maar vonden uiteindelijk Davor Ebner. In 1990 werd de uiteindelijk band Regina gevormd en ze brachten hetzelfde jaar nog hun eerste album uit met de titel "Regina". De teksten en muziek werden geschreven door Aleksandar Čović die voor het album inspiratie haalde uit de muziek van U2. Hits van het eerste album waren de nummers "Spavaj", "Ne pitaj me" en "Kao nekada ona". Al snel werden ze beroemd door heel Joegoslavië.
In 1992 brengt Regina hun tweede album "Ljubav nije za nas" uit. Van dit album komt ook hun grootste hit met dezelfde naam als het album. Aan het begin van de Bosnische Oorlog in 1992 vluchten de Servische leden van de band uit Sarajevo naar Servië, de band valt uit elkaar en de Servische leden gaan verder met het opnemen van muziek in Belgrado. Vanuit daar brengen ze de albums "Regina (tweede album)", "Oteto od zaborava", "Godine lete", "Ja nisam kao drugi", "Kad zatvorim oči" en "Devedesete".
In 2006 wordt de band weer herenigd met Davor Ebner en brengen ze het album "Sve mogu ja" uit.

## Eurovisiesongfestival 2009
Regina vertegenwoordigde Bosnië en Herzegovina op het Eurovisiesongfestival 2009 in Moskou met het nummer Bistra voda. Hierbij werd een negende plaats behaald.

## Discografie
- 1990 - Regina
- 1991 - Ljubav nije za nas
- 1992 - Regina
- 1994 - Oteto od zaborava
- 1995 - Pogledaj u nebo
- 1995 - Godine lete
- 1997 - Ja nisam kao drugi
- 1999 - Kada zatvorim oči
- 2000 - Devedesete
- 2006 - Sve mogu ja